# Constitution camerounaise de 1960
Lire en ligne

Consulter

La Constitution camerounaise de 1960 fut rapidement élaborée après que la France eut décidé, en 1959, d'accorder l'indépendance au Cameroun. Celle-ci deviendrait effective le 1er janvier 1960.
La Constitution est écrite par les conseillers français Jacques Rousseau et Paul Audat. Inspirée de la celle de la Cinquième République française, elle en accentue quelque peu le caractère présidentialiste pour concentrer l'essentiel des pouvoirs entre les mains du futur président Ahmadou Ahidjo, choisi par les autorités françaises pour diriger le nouvel État indépendant. 
La Constitution entra en vigueur le 1er janvier 1960. D'après cette Constitution, le Cameroun était un État unitaire avec un parlement monocaméral, dont les membres étaient élu au suffrage universel direct.

## Histoire
Jacques Rousseau, un administrateur civil français du ministère de l'Intérieur, a joué un rôle central dans l'élaboration de la Constitution camerounaise. Détaché auprès du gouvernement camerounais de février 1958 à 1961 pour les affaires administratives et institutionnelles, il était l'un des "conseillers français" d'Ahmadou Ahidjo qui ont rédigé les Constitutions du Cameroun. Le président Ahidjo lui-même le qualifiait d'« auxiliaire précieux, dévoué et compétent ».
La Constitution, promulguée en mars 1960, puis modifiée en 1961 pour la création d'une République fédérale, a été façonnée par ces conseillers français. Ce cadre légal a notamment renforcé les prérogatives du président, instaurant un régime présidentiel fort. Le juriste français Maurice Duverger, qui a relu et perfectionné le texte, a été surpris par les dispositions sécuritaires qu'il contenait, mais les a acceptées après les explications fournies par le colonel Richard, commandant de la gendarmerie française, concernant la situation troublée au Cameroun.
Le travail de la Commission met en lumière que la participation d'acteurs français comme Jacques Rousseau, et potentiellement de Michel Debré (alors Garde des Sceaux en France), à la rédaction de cette Constitution, a coïncidé avec l'instauration d'un régime autocratique et autoritaire au Cameroun. Ce soutien français à Ahmadou Ahidjo visait à consolider son pouvoir et à empêcher le Cameroun de devenir une "seconde Guinée" ou de tomber sous l'influence d'éléments "extrémistes" ou communistes, tels que l'Union des Populations du Cameroun (UPC). Bien que l'interdiction de l'UPC ait été levée en février 1960, le régime a continué à réprimer ses militants et leaders qui refusaient de se "rallier" au parti "unifié" puis "unique" imposé par Ahidjo.

## Sources
- (en) Cet article est partiellement ou en totalité issu de l’article de Wikipédia en anglais intitulé « Constitution of Cameroon » (voir la liste des auteurs).

## Compléments